# Championnat de Gambie de football 2008
Navigation
Édition précédente Édition suivante
La saison 2008 du Championnat de Gambie de football est la quarantième édition de la GFA League Division I, le championnat national de première division en Gambie. Les douze équipes engagées sont regroupées au sein d'une poule unique où elles affrontent deux fois leurs adversaires, à domicile et à l'extérieur. En fin de saison, les deux derniers du classement sont relégués et remplacés par les deux meilleurs clubs de deuxième division.
C'est le Wallidan FC qui remporte la compétition cette saison après avoir terminé en tête du classement, avec deux points d'avance sur le surprenant promu Samger FC (par ailleurs finaliste de la Coupe de Gambie) et trois sur le Hawks FC. C'est le seizième titre de champion de Gambie de l'histoire du club qui réussit le doublé en remportant la Coupe de Gambie face à Samger FC.
Outre la place de dauphin obtenue par Samger FC, l'autre surprise est la relégation en fin de saison de Gambia Ports Authority, champion de Gambie deux ans auparavant et vainqueur de la Coupe nationale la saison précédente.

## Participants
- Wallidan FC
- Steve Biko FC
- Real de Banjul
- Sea View FC
- Interior FC - Promu de D2
- Samger FC - Promu de D2
- Hawks FC
- Gambia Ports Authority
- Armed Forces FC
- Bakau United FC
- Sait Matty FC
- Gamtel FC

## Compétition

### Classement
Le classement est établi sur le barème de points suivant : victoire à 3 points, match nul à 1, défaite à 0.
| Rang | Équipe                 | Pts | J  | G  | N  | P  | Bp | Bc | Diff |
| ---- | ---------------------- | --- | -- | -- | -- | -- | -- | -- | ---- |
| 1    | Wallidan FCC           | 39  | 22 | 10 | 9  | 3  | 25 | 15 | +10  |
| 2    | Samger FCP             | 37  | 22 | 10 | 7  | 5  | 22 | 16 | +6   |
| 3    | Hawks FC               | 36  | 22 | 9  | 9  | 4  | 22 | 16 | +6   |
| 4    | Real de BanjulT        | 31  | 22 | 6  | 13 | 3  | 14 | 9  | +5   |
| 5    | Armed Forces FC        | 29  | 22 | 6  | 11 | 5  | 16 | 14 | +2   |
| 6    | Sait Matty FC          | 27  | 22 | 7  | 6  | 9  | 19 | 17 | +2   |
| 7    | Gamtel FC              | 27  | 22 | 6  | 9  | 7  | 15 | 20 | -5   |
| 8    | Steve Biko FC          | 26  | 22 | 4  | 14 | 4  | 11 | 11 | 0    |
| 9    | Sea View FC            | 25  | 22 | 6  | 7  | 9  | 13 | 18 | -5   |
| 10   | Bakau United FC        | 23  | 22 | 4  | 11 | 7  | 10 | 13 | -3   |
| 11   | Gambia Ports Authority | 20  | 22 | 2  | 14 | 6  | 10 | 15 | -5   |
| 12   | Interior FCP           | 16  | 22 | 2  | 10 | 10 | 9  | 22 | -13  |

|  | Qualification pour la Ligue des champions de la CAF 2009                               |
|  | Relégation directe en deuxième division                                                |
|  | T : Tenant du titre C : Vainqueur de la Coupe de Gambie P : Promu de deuxième division |

## Bilan de la saison
| Championnat de Gambie de football 2008 |                         |
| Champion                               | Wallidan FC (16e titre) |
| Coupes et trophées                     |                         |
| Vainqueur de la Coupe de Gambie 2008   | Wallidan FC             |
| Qualifications continentales           |                         |
| Ligue des champions de la CAF 2009     | Wallidan FC             |
| Coupe de la confédération 2009         | Aucun                   |
| Promotions et relégations              |                         |
| Promus en GFA League Division I        | Brikama United          |
| Promus en GFA League Division I        | Tallinding United       |
| Relégués en GFA League Division II     | Interior FC             |
| Relégués en GFA League Division II     | Gambia Ports Authority  |